# Sagraea gracilis
Sagraea gracilis là một loài thực vật có hoa trong họ Mua. Loài này được (Alain) Alain miêu tả khoa học đầu tiên năm 1999.